# Operation Texas
Operation Texas var en hemlig operation för att hjälpa judar att fly från Nazityskland till Texas och som kom till allmänhetens kännedom först 1989 i och med examensarbetet Prologue: LBJ's foreign-affairs background, 1908–1948 som framtogs vid University of Texas i Austin.
Examensarbetet fastslår att kongressledamoten Lyndon B. Johnson, sedermera USA:s 36:e president, redan 1938 aktivt arbetade för att judar skulle komma till Texas från Tyskland. Johnson och hans familj, särskilt hans farfar Samuel Ealy Johnson Sr. var vänligt inställd till judendomen och farfadern brukade säga till Johnson att judarna var Guds utvalda folk och att han skulle hjälpa dem på alla sätt han kunde.